# Isla Huidobro
La isla Huidobro (según Argentina) o isla Alpha (según Chile) es una pequeña isla que se extiende entre la isla Alberti (o Epsilon) y la isla Hermelo (o Delta), en el archipiélago Melchior, archipiélago Palmer, en la Antártida.

## Historia y toponimia

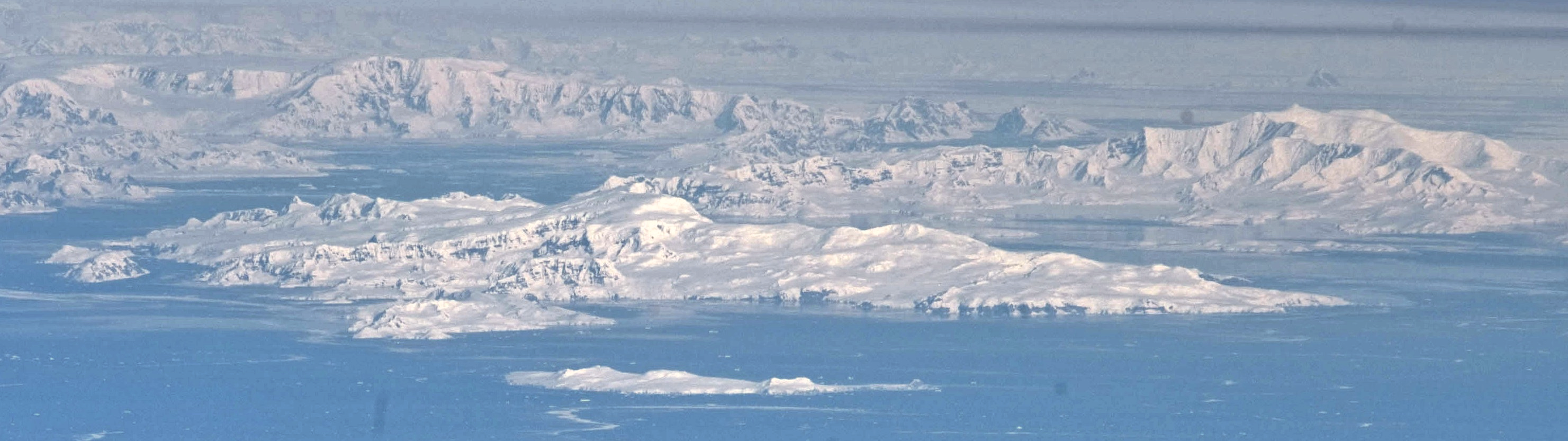
Península Antártica; Isla Brabante, mirando al noreste hacia la isla. A la derecha la isla de Onvar y al fondo las montañas Solway.

Personal de Investigaciones Discovery, que cartografió la isla en 1927, le colocó el nombre de alfa, la primera letra del alfabeto griego.
En la toponimia antártica argentina, debe su nombre a Pascual Ruiz Huidobro, militar español de larga carrera en el Virreinato del Río de la Plata. Previamente se había denominado isla Alfa. La isla fue inspeccionada por expediciones argentinas en 1942, 1943 y 1948.

## Reclamaciones territoriales
Argentina incluye a la isla en el departamento Antártida Argentina dentro de la provincia de Tierra del Fuego, Antártida e Islas del Atlántico Sur; para Chile integra la comuna Antártica de la provincia Antártica Chilena dentro de la Región de Magallanes y de la Antártica Chilena; y para el Reino Unido integra el Territorio Antártico Británico. Las tres reclamaciones están sujetas a las disposiciones y restricciones de soberanía del Tratado Antártico.
Nomenclatura de los países reclamantes: 
- Argentina: isla Huidobro[5][6]
- Chile: isla Alpha[7]
- Reino Unido: Alpha Island[3]